# Dušan Švento
Dušan Švento, né le 1er août 1985 à Ružomberok, est un footballeur international slovaque évoluant au poste de milieu de terrain.

## Biographie
Dušan Švento évolue au club slovaque du MFK Ružomberok de 2003 à 2005. Il joue ensuite de 2005 à 2009 en République tchèque au SK Slavia Prague pour ensuite rejoindre le club autrichien du Red Bull Salzbourg.
Il est sélectionné en équipe de Slovaquie de football où il joue dix-neuf matches.
Il arrête sa carrière en 2017 après son passage au Slavia Prague.

## Palmarès
Avec le SK Slavia Prague
- Vainqueur du Championnat de République tchèque de football en 2008, 2009 et 2017.

Avec le Red Bull Salzbourg
- Vainqueur du Championnat d'Autriche de football en 2010, 2012 et 2014..